# Arthur Elijah Trueman
Sir Arthur Elijah Trueman, KBE, FRS (* 26. April 1894 in Nottingham; † 5. Januar 1956) war ein britischer Geologe.

## Leben
Trueman wurde in Nottingham als Sohn von Elijah und Thirza Trueman geboren. Seine Schulausbildung erhielt er an der High Pavement School in Nottingham, die er 1911 verließ, um als studentische Lehrkraft an der Huntington Street School in Nottingham zu unterrichten. 1912 schrieb er sich mit einem Stipendium am College der University of Nottingham ein und studierte Geologie bei H.H. Swinnerton. 1914 schloss er das Studium als B.Sc. mit Auszeichnung ab. 1916 legte er die Prüfung zum M.Sc ab, und erhielt 1918 den Doktortitel. 1920 heiratete er Florence Kate Offler.

## Wirken
Seine erste Stelle war die eines Gastdozenten am College der Cardiff University, wo er von 1917 bis 1920 unterrichtete. Ab 1920 war er Dozent und Leiter der geologischen Abteilung am neu gegründeten College der Swansea University. 1930 wurde er zum Professor der Geologie ernannt und zum Leiter der Geographischen Abteilung. 1933 erhielt er die Chaning-Wills-Professur für Geologie an der University of Bristol, wo er außerdem für drei Jahre die Stelle des Dekans der Naturwissenschaftlichen Fakultät bekleidete. Unter seinen Studenten war unter anderem der spätere Professor Leslie Rowsell Moore, der als anerkannter Paläontologe und Paläobotaniker an der University of Sheffield lehrte. 1937 wurde er an den geologischen Lehrstuhl der University of Glasgow berufen, auf den ihm 1946 sein ehemaliger Student Thomas Neville George nachfolgte.
Von 1946 bis 1953 arbeitete er im University Grants Committee, das für die Ausbildungsförderung im Vereinigten Königreich zuständig war. Zwischen 1945 und 1947 war er Vorsitzender der Geological Society of London. Trueman war außerdem Vorsitzender des Komitees für den Geologieunterricht an Schulen, das der British Association angehörte, hatte die Stelle des Vorsitzenden der geologischen Abteilung der Bristol Naturalists Society inne, und war Vorsitzender der Glasgow Geological Society. Er wurde 1951 als Knight Commander des Order of the British Empire in den Adelsstand erhoben.

## Ehrungen und Preise
- 1925 Murchison-Stipendium der Geological Society of London
- 1934 Goldmedaille des South Wales Institute of Engineers
- 1938 Fellow der Royal Society of Edinburgh
- 1939 Bigsby-Medaille der Geological Society of London
- 1942 Fellow of the Royal Society
- 1951 K.B.E.
- 1955 Wollaston-Medaille der Geological Society of London
- 1972 Benennung der Trueman Terraces im Coatsland, Antarktika

Er wurde von den Universitäten in Glasgow, Rhodes, Wales und Leeds zum Ehrendoktor ernannt.

## Werke
- An Introduction to Geology. London. Thos. Murby & Co, 1938.
- The Scenery of England and Wales. Gollancz, London 1938.[2]